# Сент-Андё
Сент-Андё (фр. Saint-Andeux) — коммуна во Франции, находится в регионе Бургундия. Департамент коммуны — Кот-д’Ор. Входит в состав кантона Сольё. Округ коммуны — Монбар.
Код INSEE коммуны — 21538.

## Население
Население коммуны на 2010 год составляло 128 человек.
| 1962 | 1968 | 1975 | 1982 | 1990 | 1999 | 2010 |
| ---- | ---- | ---- | ---- | ---- | ---- | ---- |
| 140  | 136  | 121  | 92   | 93   | 128  | 128  |

## Экономика
В 2010 году среди 76 человек трудоспособного возраста (15—64 лет) 49 были экономически активными, 27 — неактивными (показатель активности — 64,5 %, в 1999 году было 73,8 %). Из 49 активных жителей работали 44 человека (21 мужчина и 23 женщины), безработных было 5 (2 мужчин и 3 женщины). Среди 27 неактивных 4 человека были учениками или студентами, 18 — пенсионерами, 5 были неактивными по другим причинам.